# Cuba (Nova York)
Cuba és una població dels Estats Units a l'estat de Nova York. Segons el cens del 2000 tenia 1.633 habitants.

## Demografia
Segons el cens del 2000, Cuba tenia 1.633 habitants, 636 habitatges, i 410 famílies. La densitat de població era de 529,8 habitants/km².
Dels 636 habitatges en un 33,6% hi vivien nens de menys de 18 anys, en un 44,7% hi vivien parelles casades, en un 14,2% dones solteres, i en un 35,4% no eren unitats familiars. En el 28,1% dels habitatges hi vivien persones soles el 13,4% de les quals corresponia a persones de 65 anys o més que vivien soles. El nombre mitjà de persones vivint en cada habitatge era de 2,47 i el nombre mitjà de persones que vivien en cada família era de 3,02.
Per edats la població es repartia de la següent manera: un 27,1% tenia menys de 18 anys, un 8,4% entre 18 i 24, un 25,5% entre 25 i 44, un 21,7% de 45 a 60 i un 17,3% 65 anys o més.
L'edat mediana era de 38 anys. Per cada 100 dones de 18 o més anys hi havia 76,8 homes.
La renda mediana per habitatge era de 30.682 $ i la renda mediana per família de 34.879 $. Els homes tenien una renda mediana de 30.682 $ mentre que les dones 22.083 $. La renda per capita de la població era de 14.594 $. Entorn del 9,6% de les famílies i el 12,9% de la població estaven per davall del llindar de pobresa.